# Habrocomes personatus
Habrocomes personatus är en insektsart som först beskrevs av Sjöstedt 1901.  Habrocomes personatus ingår i släktet Habrocomes och familjen vårtbitare.

## Underarter
Arten delas in i följande underarter:
- H. p. congicus
- H. p. personatus